# Puygaillard-de-Lomagne
Puygaillard-de-Lomagne es una comuna francesa situada en el departamento de Tarn y Garona, en la región de Occitania.

## Demografía
| 107 | 90 | 94 | 81 | 62 | 58 | 57 |
| Para los censos de 1962 a 1999 la población legal corresponde a la población sin duplicidades (Fuente: INSEE [Consultar]) |    |    |    |    |    |    |